# Sălaj
Sălaj (em húngaro: Szilágy) é um județ (distrito) da Romênia, na região histórica da Crișana (parte da Transilvânia). Sua capital é a cidade de Zalău.